# Strelsa Brown
Strelsa Brown, vero nome Edna Pearl Brown, in seguito Edna Brown Muss (Tientsin, 1919 – 1976), è stata un'attrice inglese.

## Biografia
Inizia la carriera al cinema nel 1947, con una piccola parte in The Ghost of Beverley Square. Nel 1951, dopo aver recitato in Quo vadis, partecipa in Italia al film Amor non ho... però... però, con protagonista  Renato Rascel ed è la protagonista dell'unico cortometraggio diretto da Alberto Moravia, Colpa del sole. Rientra per breve tempo sul grande schermo nel 1960, con il film Saffo, venere di Lesbo, diretto da Pietro Francisci.
Sposata con Henry Muss, un soldato di fanteria che perderà la vita nel 1945, alla fine della seconda guerra mondiale, ucciso in azione. Non fece testamento e per diverso tempo lei vive con la pensione di guerra del marito. Nel 1962 intenta una causa contro l'imprenditore newyorchese Isaac Muss, il padre di Henry, dopo aver lasciato la carriera di soubrette e attrice per prendersi cura del figlio David.
Sarà l'intervento di Mary Duyvendaak, un'amica della nonna paterna residente in Italia, a permettere al figlio David di continuare gli studi e di laurearsi in medicina nel 1968. La madre non si risposerà una seconda volta.

## Filmografia
- The Ghost of Beverley Square, regia di Vernon Sewell (1947)
- Quo vadis, regia di Mervyn LeRoy (1951)
- Amor non ho... però... però, regia di Giorgio Bianchi (1951)
- Colpa del sole, regia di Alberto Moravia (1951) cortometraggio
- Saffo, venere di Lesbo, regia di Pietro Francisci (1960)
- Giulietta e Romanoff (Romanoff and Juliet), regia di Peter Ustinov (1961)